# Moteur bicylindre en ligne

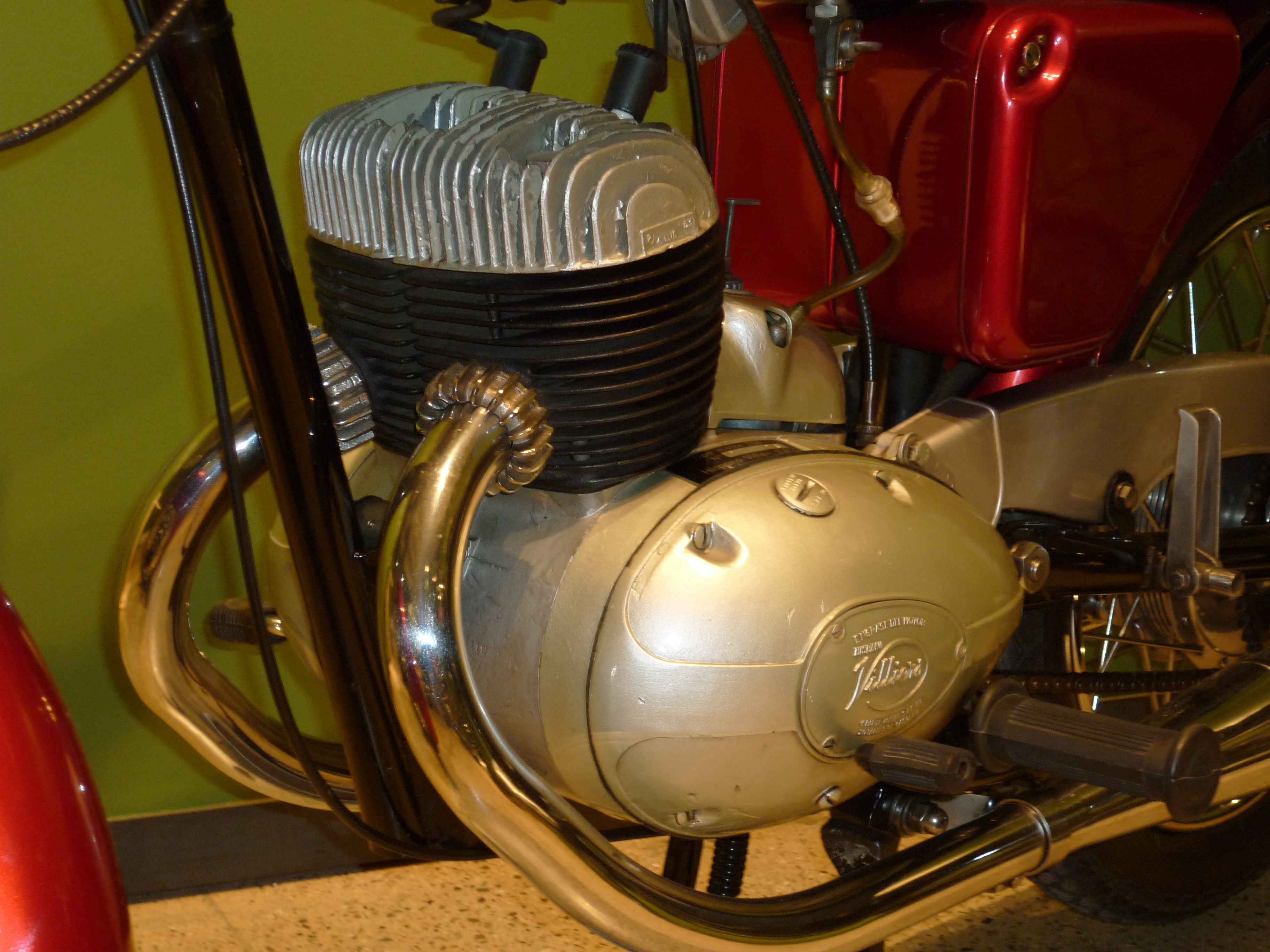
Un moteur bicylindre droit à deux temps Hispano Villiers dans une moto Rovena.

Un moteur bicylindre en ligne, également connu sous le nom de bicylindre vertical, twin parallèle ou bicylindre parallèle, est un moteur à piston à deux cylindres dont les cylindres sont disposés côte à côte et ses pistons reliés à un vilebrequin commun. Comparés aux bicylindres en V et aux bicylindres à plat, les bicylindres en ligne sont plus compacts, plus simples et généralement moins coûteux à fabriquer, mais peuvent générer plus de vibrations pendant le fonctionnement.
Les moteurs bicylindres en ligne ont été principalement utilisés sur des motos, mais également utilisés dans les automobiles et les sports mécaniques. Les automobiles à bicylindre en ligne sont généralement très petites et comprennent les citadines et les voitures kei. Parmi les exemples récents de voitures avec ce type de moteur, on trouve la Tata Nano et certains modèles du groupe Fiat utilisant le moteur TwinAir. Les applications en sports motorisés incluent les moteurs hors-bord, les motomarines, les véhicules tout-terrain, les motoneiges et les planeurs ultra-légers motorisés.
Différents angles de vilebrequin sont utilisés pour les twins parallèles quatre temps pour obtenir différentes caractéristiques d'intervalle d'allumage et d'équilibre du moteur, affectant les vibrations et le transfert de puissance. Le bicylindre en ligne britannique traditionnel (à partir de 1937) possédait un vilebrequin à 360°, tandis que certains plus gros bicylindres en ligne japonais des années 1960 adoptaient un vilebrequin calé à 180°. Dans les années 1990, de nouveaux moteurs sont apparus avec un vilebrequin calé à 270°.

## Avantages et inconvénients
Les bicylindres parallèles ont l’avantage d’être plus compacts, relativement simples et moins coûteux à fabriquer que les V-twins ou les flat-twins. Ils peuvent être sujets aux vibrations, soit en raison de l’intervalle d'explosion irrégulier dans les moteurs calés à 180°, soit en raison de la grande masse opposée des moteurs à 360°. Les bicylindres en ligne souffrent également de réactions de couple de torsion et de vibrations.

## Construction

### Configuration de roulement
Contrairement aux moteurs V-twins, les bicylindres parallèles n'utilisent pas un maneton identique pour les deux bielles, chaque cylindre ayant son propre maneton. La plupart des moteurs de motos bicylindres en ligne britanniques tels que Triumph, BSA, Norton et Royal Enfield, avaient deux roulements principaux, à l’exception des AJS/Matchless, qui utilisaient un troisième roulement principal.
Les bicylindres parallèles Honda apparus à la fin des années 1950, comportaient quatre paliers principaux. Les moteurs suivants eurent quatre ou parfois trois paliers principaux à roulements à billes, ceux-ci étant meilleurs que les coussinets de paliers pour cette configuration de moteur.

## Utilisation sur des motos

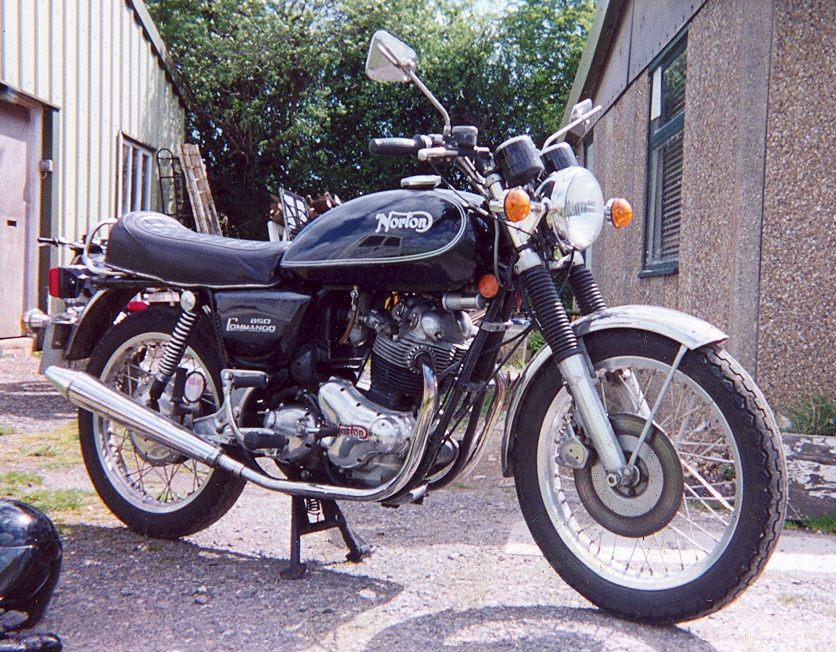
Norton Commando Interstate à bicylindre parallèle.

### Terminologie
Pour les motos, comme pour les voitures et autres véhicules, les termes « twin parallèle », « twin vertical » et « twin en ligne » sont utilisés. Au Royaume-Uni en particulier, le terme « twin-parallèle » signifie que le vilebrequin est en position transversale par rapport au cadre, tandis que « twin-en ligne » signifie que les cylindres sont disposés de l'avant vers l'arrière, dans le sens de la marche. Cette signification particulière « en ligne » a été utilisée pour les motos à vilebrequin longitudinal, tels que la Sunbeam S7 et pour les twins en tandems, avec une paire de vilebrequins transversaux, mais les cylindres disposés longitudinalement, l'un devant l'autre. Le terme « twin parallèle » a également été utilisé pour désigner spécifiquement un moteur quatre temps rectiligne avec vilebrequin à 360° provoquant un déplacement parallèle des pistons. Ailleurs, « parallel-twin », « inline-twin » et autres variantes ont été utilisés de manière interchangeable et considérés comme équivalents,.

### Historique
La première moto de série utilisant un moteur bicylindre vertical fut la Hildebrand et Wolfmüller de 1894, qui fut également la première moto à être produite en série. Ses cylindres sont à plat et orientés vers l'avant, ses pistons étant reliés directement à la roue arrière à l'aide d'une bielle de type locomotive. Environ deux mille exemplaires furent produits jusqu'en 1897.
La Werner de 1903 a été la deuxième moto de série à utiliser un modèle bicylindre vertical, cette fois un «twin parallèle» de 500 cm3 à cylindres verticaux similaires au type britannique les plus récents. Il utilisait des cylindres en fonte à culasse intégrée et des soupapes latérales.

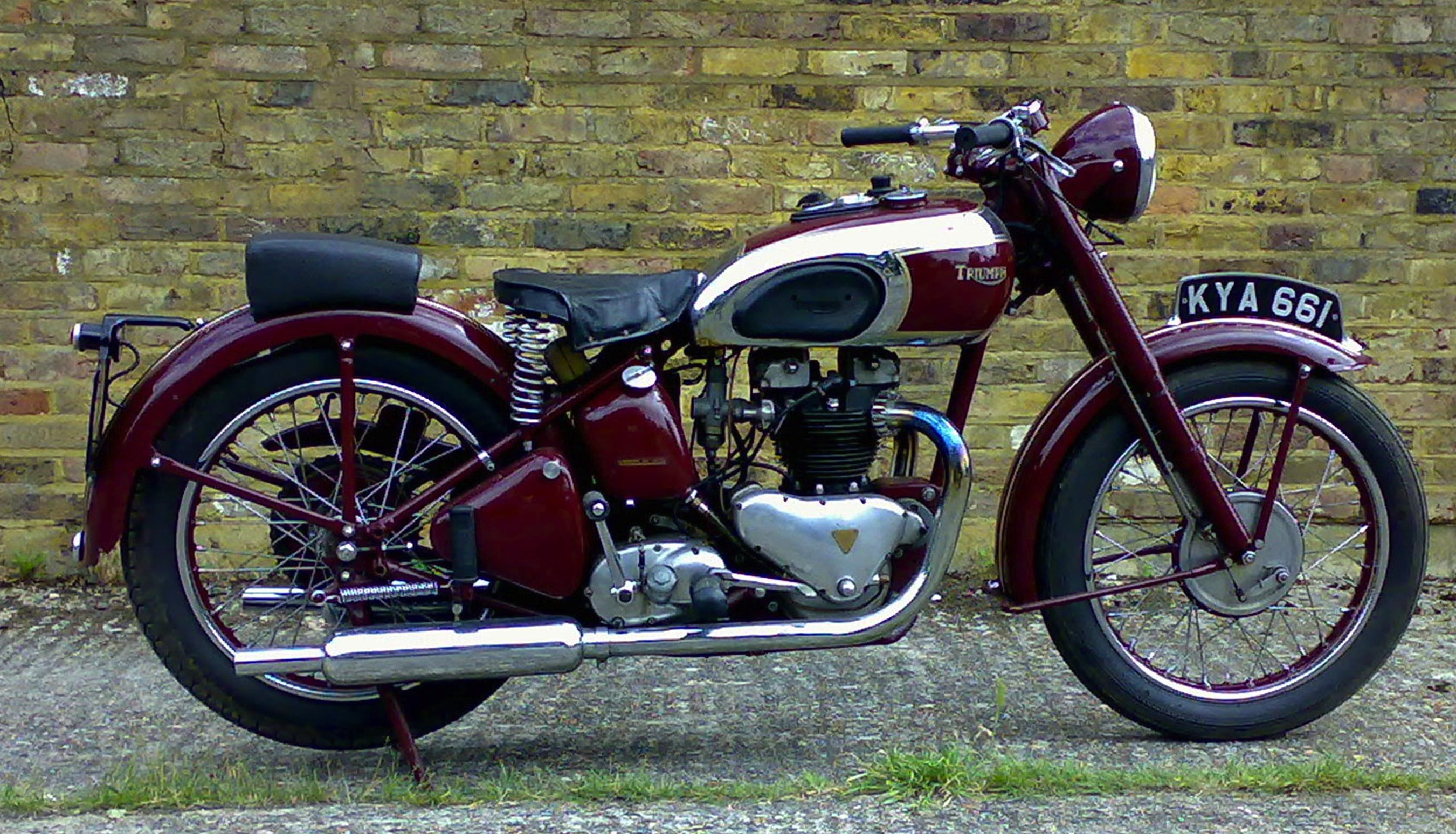
La Triumph Speed Twin d’Edward Turner a popularisé la conception du moteur bicylindre vertical.

L'exemple le plus célèbre de ce moteur bi-cylindre est la 5T Speed Twin fabriquée par Triumph à partir de 1937. Les expériences avec ce type de moteur commencèrent lorsque le designer Edward Turner et son superviseur, l'ingénieur en chef d'Ariel, Val Page, envisageaient tous les deux le potentiel du twin vertical comme moteur de moto. Les expériences démontrèrent qu’un angle de vilebrequin de 360° était mieux adapté qu’un angle de 180° pour l’utilisation avec un seul carburateur. Après avoir quitté Ariel pour Triumph, Page conçut la Triumph 6/1 avec un twin 650 cm3 calé à 360° pour l'atteler à un side-car. Une 6/1 side-car Triumph remporta une médaille d'argent au Concours international des six jours d'enduro et le Maudes Trophy 1933. La baisse du marché des side-cars entraîna l'arrêt de la 6/1 en 1935,.

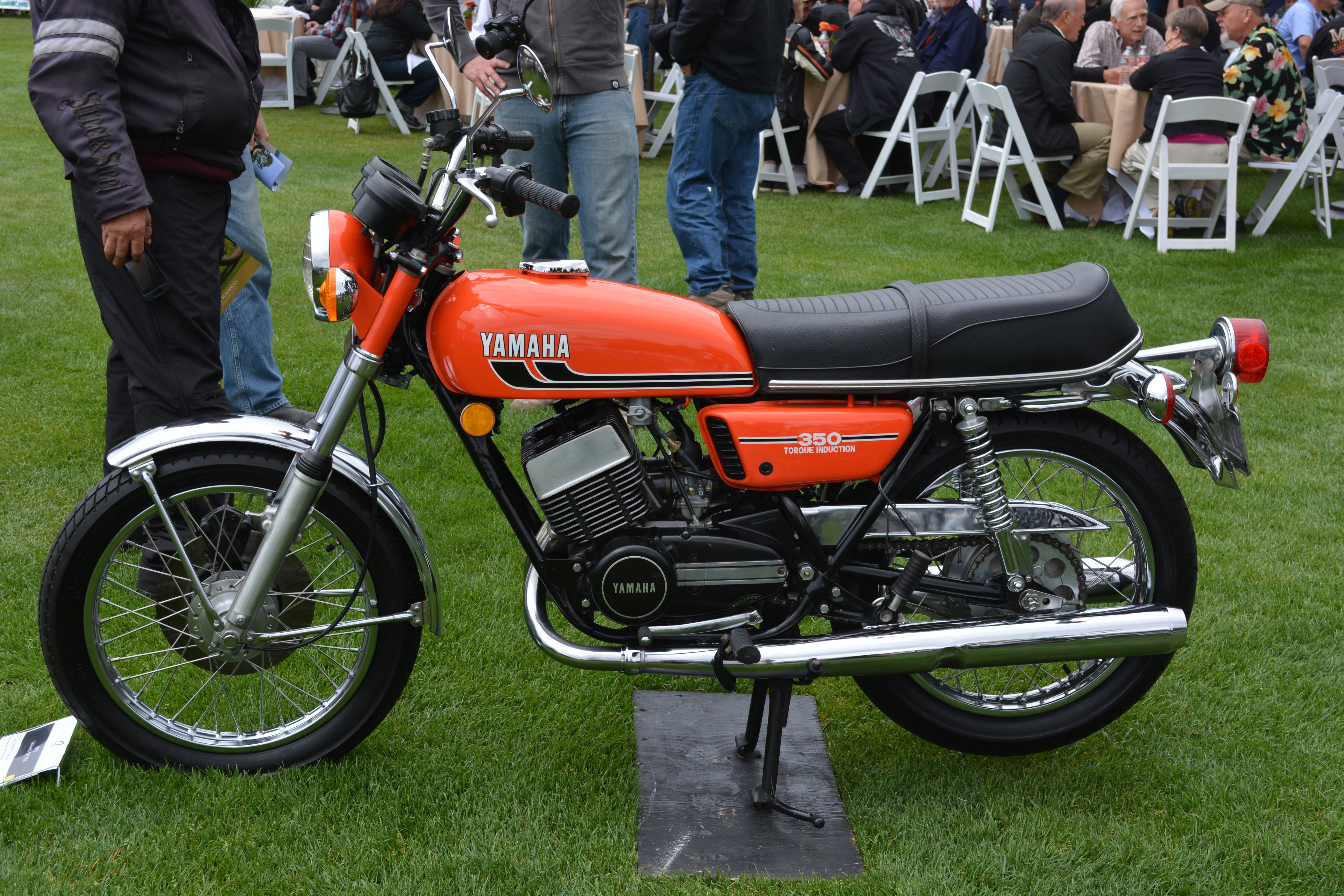
La populaire Yamaha RD 350 2-temps.

La Triumph Speed Twin d'Edward Turner de 1937 lança la tendance, jusqu'au milieu des années 1970 des bicylindres en ligne quatre temps calé à 360°. Ce type de moteur était le plus commun pour les motos britanniques produites par Triumph, BSA, Norton, Ariel, Matchless et AJS. Les fabricants italiens, et allemands ont également fabriqué des bicylindres en ligne, tout comme le fabricant américain Indian, dont les twins parallèles comprenaient l'Indian Scout de 440 cm3 et les Indian Warrior de 500 cm3 de 1950. BMW et les constructeurs japonais les fabriquaient toujours en 2010 en particulier pour les motos de moyenne cylindrée.
Dans les moteurs à quatre temps, le bicylindre en ligne est généralement vertical ou presque vertical. La seule exception est pour le seul bicylindre en ligne ayant remporté un titre de champion du monde 500 cm3, l'AJS E-90 Porcupine de 1949, qui avait des cylindres presque horizontaux.
Les moteurs bicylindres en ligne sont utilisés dans les gros scooters tels que le Yamaha TMAX et la Honda Silver Wing. Ils sont également utilisés dans les courses de motocross.

### Comparaison des bicylindres en moto
| Caractéristiques  | Bicylindre plat | Bicylindre plat                                                                | Bicylindre vertical                                                            | Bicylindre vertical | V-twin | V-twin                                                                                      |
| ----------------- | --- | ------------------------------------------------------------------------------ | ------------------------------------------------------------------------------ | --- | --- | ------------------------------------------------------------------------------------------- |
| Vilebrequin       | Longitudinal | Transversal                                                                    | Longitudinal                                                                   | Transversal | Longitudinal | Transversal                                                                                 |
| Exemples          | Boxer BMW typique, Zündapp KS 750, Harley-Davidson XA                                                                            | Douglas d'avant-guerre et d'après-guerre                                       | Sunbeam S7 et S8                                                               | Grosses motos britanniques typiques d'après-guerre : Triumph Bonneville, Norton Commando                                      | Moto Guzzi V-twin (série des Le Mans…), série Honda CX, Indian 841                                                                         | Cruisers en V typiques (Harley-Davidson, Honda Shadow) ou sportbike (Ducati, Suzuki SV 650) |
| Refroidissement   | Idéal, les cylindres dépassant dans le flux d'air,, les gaz d'échappement peuvent sortir par l'avant bien refroidi des cylindres | Cylindre arrière hors du flux d'air, moins bien refroidi que le cylindre avant | Cylindre arrière hors du flux d'air, moins bien refroidi que le cylindre avant | Efficace, les deux cylindres face au flux d'air, les gaz d'échappement peuvent sortir par l'avant bien refroidi des cylindres | Presque idéal, les cylindres dépassent dans le courant d'air, les gaz d'échappement peuvent sortir par l'avant bien refroidi des cylindres | Cylindre arrière hors du flux d'air, moins bien refroidi que le cylindre avant              |
| Centre de gravité | Limité par le besoin de dégagement en virage pour ce moteur large                                                                | Peut être aussi bas que le cadre le permet                                     | Peut être aussi bas que le cadre le permet                                     | Peut être aussi bas que le cadre le permet                                                                                    | Peut être aussi bas que le cadre et l’angle en V du moteur le permettent                                                                   | Peut être aussi bas que le cadre le permet                                                  |
| Empattement       | Moteur court, empattement court                                                                                                  | Moteur extrêmement long, empattement long                                      | Moteur long, empattement long                                                  | Moteur étroit, empattement court                                                                                              | Moteur court, empattement court | Moteur long, empattement long                                                               |

Notes tableau1. 
2. 
3. 
4. 

Bien que la popularité des grosses motos V-twin ait fait chuter les bicylindres parallèles, ce dernier conserve des avantages par rapport à un V-twin classique :
- l'emplacement des accessoires (filtre à air, carburateurs, allumage, etc.) est plus simple ;
- cette architecture peut potentiellement faciliter l’accès à la maintenance ;
- à condition d'utiliser un vilebrequin à 270°, un bicylindre en ligne à quatre temps peut simuler la sensation légèrement « grumeleuse » d'un V-twin à quatre temps[33].

## Angle de vilebrequin

Animation avec différents angles de vilebrequin.

Il existe trois configurations principales de calage de vilebrequin pour ce type de moteurs : 360°, 180° et 270°,. Il existe des différences mineures pour les moteurs à quatre temps et ceux à deux temps, principalement en ce qui concerne les intervalles d'allumage. Par exemple, le twin 360° est la configuration naturelle pour un moteur 2-cylindres à quatre temps, puisque quatre courses de piston totalisent 720°.
Les explications suivantes concernent principalement les moteurs à quatre temps :
- dans un moteur calé à 360°, les deux pistons montent et redescendent en même temps. Le déséquilibre dynamique est identique à celui d'un moteur monocylindre avec une masse en mouvement équivalente. À l'origine, seuls les contre-poids des vilebrequins étaient utilisés, mais des arbres d'équilibrage et même une bielle séparée pondérée ont été utilisés pour équilibrer la force libre du vilebrequin — encore une fois, un peu comme pour les monocylindres. Les cylindres se déclenchent de manière uniforme et séquentielle : l'explosion dans le cylindre 2 se fait 360° après le cylindre 1 et 360° plus tard, l'explosion du cylindre 1 se fait de nouveau à 720°, soit le début d'un autre cycle à quatre temps. Avec le double d'impulsions d'allumage par cycle, cela donne un fonctionnement beaucoup plus fluide qu'un monocylindre, même si le déséquilibre est le même ;
- dans un moteur à 180°, le premier piston monte pendant que l'autre descend. Cela équilibre la force libre primaire, mais produit un déséquilibre de couple normalement compensé par un arbre d'équilibrage. Ce type de moteur partage également le déséquilibre secondaire des moteurs quatre cylindres en ligne, normalement sans contrepoids en raison de la masse totale en mouvement des bielles. Les 180° signifient que le cylindre 2 explose 180° après le cylindre 1 et que le cylindre 1 ne se déclenche plus pendant 540° supplémentaires, ce qui correspond toujours aux 720° de rotation d'un cycle à quatre temps. Les impulsions d'allumage irrégulières modifient les vibrations harmoniques dues à la combustion qui sont transmises au groupe motopropulseur, au cadre et à toutes les périphériques qui y sont attachées. Plus important encore, il réintroduit l'harmonique fondamental d'un seul cylindre, ainsi que d'autres harmoniques étranges, ce qui amène un rendement plus rugueux ;
- dans un moteur à 270°, un piston effectue les trois quarts d'une rotation derrière l'autre. Il en résulte une annulation du déséquilibre de la force libre secondaire, mais pas du déséquilibrage du couple. Le déséquilibre primaire est une combinaison de force libre et de couple qui est à nouveau atténué par l'utilisation d'un arbre d'équilibrage. Il donne des intervalles d'explosions identiques à un V-twin à 90°, à savoir : le cylindre 2 explose à 270° (3/4 de rotation) après le cylindre 1, et le cylindre 1 explose à nouveau à 450° (un tour 1/4) après le cylindre 2, à nouveau avec un total de 720° et au début du cycle suivant. Les vibrations harmoniques de ces intervalles sont à nouveau différentes, toujours irrégulières, mais ayant une sensation de pulsation, elles ressemblent davantage à un V-twin qu'à un bicylindre en ligne à 360° ou à 180° ; la même chose se reflète dans leurs sons respectifs.

### 360° et 180°
À partir des années 1930, à l’instar des travaux de Val Page, la plupart des motos britanniques twin parallèles quatre temps utilisaient un calage du vilebrequin à 360°. Cela permettait l’utilisation d’un simple carburateur tout comme une ancienne Meguro qui était une copie de la BSA A7 britannique. Les twins à 180° et 270° ont besoin d'un double carburateur ou d'une injection à cause des pulsations irrégulières et simultanées. Cependant, dans les années 1960, les constructeurs japonais privilégiaient le calage à 180° pour sa douceur qui permettait des régimes plus élevés et plus de puissance comme sur la Honda 450 cm3 DOHC 180° Black Bomber de 1966. Cette moto pouvait rivaliser avec les twins Britanniques contemporains de 650 cm3 calés à 360°,, comme la BSA Rocket Gold Star.
Beaucoup de petites motos de moins de 250 cm3 utilisent un vilebrequin à 360°, le problème de vibration étant moins important, par exemple sur les CB 92, CB 160 et Honda CM 185. Les gros twins parallèles de plus de 500 cm3, comme les Yamaha XS 650 et TX 750, utilisaient des vilebrequins à 360°, mais ces moteurs ont tendance à avoir des arbres d'équilibrage. La série Honda CB en 250 et 500 cm3 utilise un vilebrequin calé à 180°. La Yamaha TX 500 de 1973 et la Suzuki GS 400 de 1977 avaient un vilebrequin à 180° et un arbre d'équilibrage, la Kawasaki KZ 400 de 1974 avait elle un vilebrequin à 360° mais aussi un arbre d'équilibrage. Les Honda CB 250 N et CB 400 N de 1978 à 1984 sont également conçus avec un calage à 360°. Les bicylindres verticaux Honda de 1993 à nos jours sont à nouveau calés à 180°, à l’exception de la série Honda NC700 avec un nouveau moteur 500 cm3 calé à 270°.
Un moteur à 180° subit moins de pertes de pompage qu'un moteur twin à 360°, car le déplacement dans le carter moteur reste à peu près constant. Cependant, un moteur à 180° nécessite un système d'allumage séparé pour chaque cylindre. Les twins à 360° peuvent avoir un seul système d'allumage pour les deux cylindres, avec une étincelle perdue sur la course d'échappement de chaque cylindre. La moto bicylindre en ligne BMW F800 a un calage à 360° et les vibrations inhérentes à son calage signifient que son moteur est limité à 9 000 tr/min. BMW a réduit les vibrations en utilisant une troisième bielle « vestigiale » en guise de contrepoids.

### 270°
Un développement moderne du bicylindre en ligne comme celui de la Yamaha TRX 850, est un moteur à 270°, qui imite le son et la sensation d'un V-twin à 90° mais nécessite un arbre d'équilibrage afin de réduire les vibrations. Un vilebrequin à 270° est un compromis qui permet un schéma d'allumage plus régulier qu'un vilebrequin à 180° et moins de vibrations qu'un vilebrequin à 360°. Comme avec un V-twin à 90°, les pistons d'un bicylindre en ligne à 270° ne sont jamais immobiles en même temps, ce qui réduit le moment d'échange net entre le vilebrequin et les pistons pendant une rotation complète. La quantité d'oscillations se manifeste avec la vitesse de rotation du vilebrequin, qui, lorsqu'elle est en liaison avec une roue entraînée en rotation à la vitesse la plus stable, va introduire des oscillations dans la chaîne cinématique et à la surface de contact du pneu. L'utilisation d'un volant d'inertie sur le vilebrequin rend la dynamique d'oscillation non détectable lors de la conduite, mais elle crée tout de même une force d'oscillation dans la chaîne cinématique qui doit être prise en compte lors de la conception, par exemple en ce qui concerne la longévité ou ses effets sur le ou les pneus entraînés.
Phil Irving s'efforça de minimiser ces oscillations de couple et, pour un rapport de bielle particulier par rapport à la course, est parvenu à en déduire un écartement optimal de 76° (294°) au lieu des 90° (270°) décrits ci-dessus,. Jusqu'alors on pensait que l’optimum pour deux pistons était celui où un piston se déplace le plus rapidement en même temps que l’autre s’est arrêté. Pourtant ceci remet en cause l’autre moitié du cycle où les rôles des pistons sont inversés sans être exactement inversés, ce qui signifie qu'ils ne se compensent pas la seconde fois. La minimisation de l'écart de vitesse sur une rotation complète est en fait réalisée avec un écart beaucoup plus proche (mais pas toujours exactement) de 90° qui à l'époque d'Irving aurait nécessité de nombreux calculs manuels et/ou graphiques. Cette minimisation du couple inertiel était également l'un des objectifs de Yamaha avec son moteur R1 cross plane. Il est à noter que dans les deux cas l’oscillation n’a pas été complètement éliminée, mais seulement réduite de manière significative.
Les premières motos à bicylindres parallèles de série avec un moteur à 270° étaient les Yamaha TRX850 de 1996 et la Yamaha TDM, qui ne sont plus produites. Parmi les exemples modernes de motos 270° en production en 2018, citons les Donnington Norton Commando, Triumph Thunderbird, Speed Twin, Street Twin et Thruxton 1200, la Honda Africa Twin, la série Honda NC700, les Royal Enfield Interceptor 650 et Continental GT et la Yamaha MT-07. La KTM 790 Duke a un vilebrequin similaire, calé à 285° ou 435° (les deux intervalles d'allumage), imitant le son et les sensations d'un V-twin à 75°.
Une des caractéristiques d'un bicylindre en ligne à 270° est qu’il offre l’essentiel de la sensation du populaire V-twin avec d’autres avantages :
- plus simple et moins coûteux à produire et à entretenir ;
- besoin d'un seul cylindre et une culasse ;
- la filtration de l'air, l'injection de carburant, les gaz d'échappement et le refroidissement sont simplifiés ;
- le moteur est plus léger et offre un meilleur potentiel pour une position optimale du centre de gravité ;
- l'emplacement de la batterie est simplifié ;
- la conception de la suspension arrière est simplifiée ;
- permet un empattement plus court pour une conduite plus précise.

### Moteurs 2-temps
Dans les moteurs bicylindres à deux temps, l'angle de vilebrequin est généralement de 180°, ce qui donne deux pics de puissance à chaque tour. Cette configuration vibre à deux fois la fréquence mais à la moitié de l'amplitude d'un moteur monocylindre de même cylindrée.
La Yankee, qui avait un vilebrequin à 360°, est une exception. La configuration de la Yankee, qui comportait des chambres de combustion séparées pour les deux cylindres, ne doit pas être confondue avec celle d'un split-single ou les deux cylindres partagent la même chambre de combustion.

### Moteur aligné avec le cadre

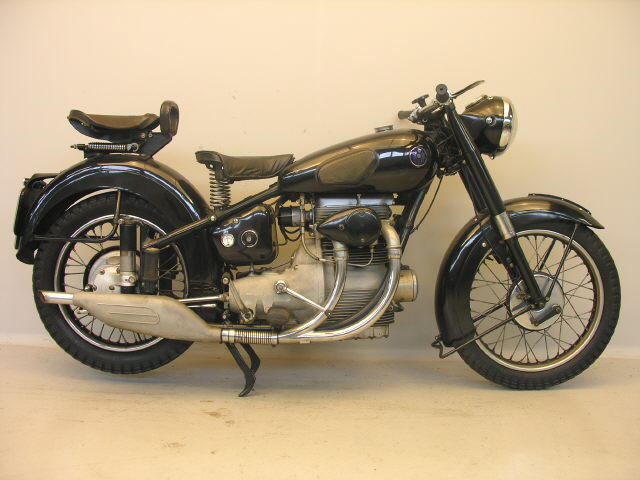
Sunbeam S8.

La conception des moteurs en ligne à deux cylindres a souvent été utilisée au cours de l'histoire du motocyclisme pour les moteurs à deux et à quatre temps comme par exemple la Dresch 500 cm3 Monobloc et les Sunbeam S7 et S8,.
Bien que le montage du moteur en ligne avec le cadre permette une motocyclette aussi étroite qu'un moteur monocylindre il crée également un moteur plus long. Un inconvénient important pour les moteurs à refroidissement par air est que le cylindre arrière est plus chaud que le cylindre avant,. Pour les courses de motos, ils minimisent la zone avant du moteur et du châssis, permettant un profil avant plus aérodynamique et plus étroit, équivalent à un véhicule monocylindre.

## Utilisation dans l'automobile

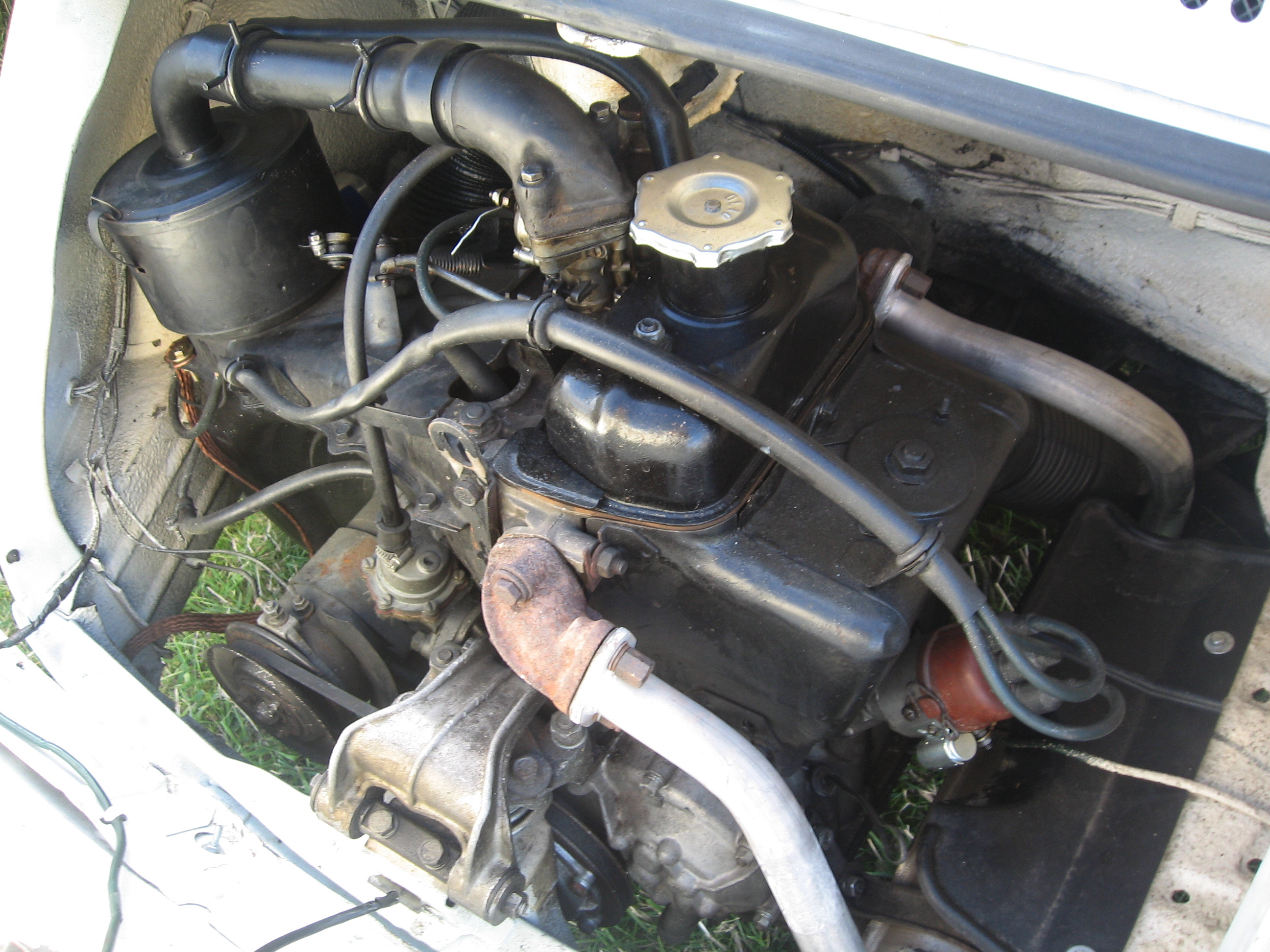
Bicylindre longitudinal à l'arrière d'une Fiat 500.

Gottlieb Daimler présenta son moteur Phoenix bicylindres en ligne en 1895 qui fut utilisé dans les voitures Panhard cette année-là. Dans la Decauville Voiturelle de 1898, c'est aussi un bicylindre en ligne automobile que l'on retrouvait. Il utilisait une paire de cylindres tirés d'un modèle De Dion monté à l'avant et à l'arrière et placés sous le siège.
En 1955, l’ingénieur Aurelio Lampredi conçut un moteur expérimental de Formule 1 à deux cylindres en ligne. Sa théorie était que ce moteur fournirait un couple élevé pour les circuits avec des virages serrés. Le résultat fut le prototype type 116 de 2,5 litres. Lors des tests, il vibra tellement qu'il cassa le banc d'essai. Ce moteur ne fut jamais utilisé dans une voiture de course.
Des moteurs bicylindres verticaux ont été utilisés dans de très petites voitures, telles que les microcars, les voitures kei et les citadines comme les Fiat 500 et 126,, NSU Prinz, VAZ Oka, Dacia Lăstun, Daihatsu Cuore et Mitsubishi Minica. De 1967 à 1972, Honda produisit la N360 et ses successeurs N400 et N600 avec des moteurs bicylindres de 360 cm3, 400 cm3 et 600 cm3. La Z600 a été produite de 1970 à 1972. De 1958 à 1971, Subaru produisit la 360, une propulsion arrière à moteur bicylindre refroidi par air de 358 cm3.
Parmi les moteurs à essence bicylindres utilisés actuellement dans les voitures de série, on peut citer le moteur 623 cm3 utilisé dans les Tata Nano et le Fiat TwinAir - le 974 cm3 atmosphérique et celui turbocompressé de 875 cm3 - dans les Fiat 500, Fiat Panda, Fiat Punto, Lancia Ypsilon et l’Alfa Romeo MiTo.
Parmi les moteurs diesel bicylindres en ligne actuellement utilisés dans les voitures de production, on trouve le moteur turbo 1 201 cm3 injection à rampe commune, utilisé dans la Piaggio Porter. Un autre moteur diesel bicylindre simple a été mis au point pour la Tata Nano et, selon les médias, il pourrait être lancé au début de 2014. Son cahier des charges n'a pas été divulgué, bien que des rapports non officiels disent qu'il aura une cylindrée de 624 cm3.

## Utilisation sur moteurs marins

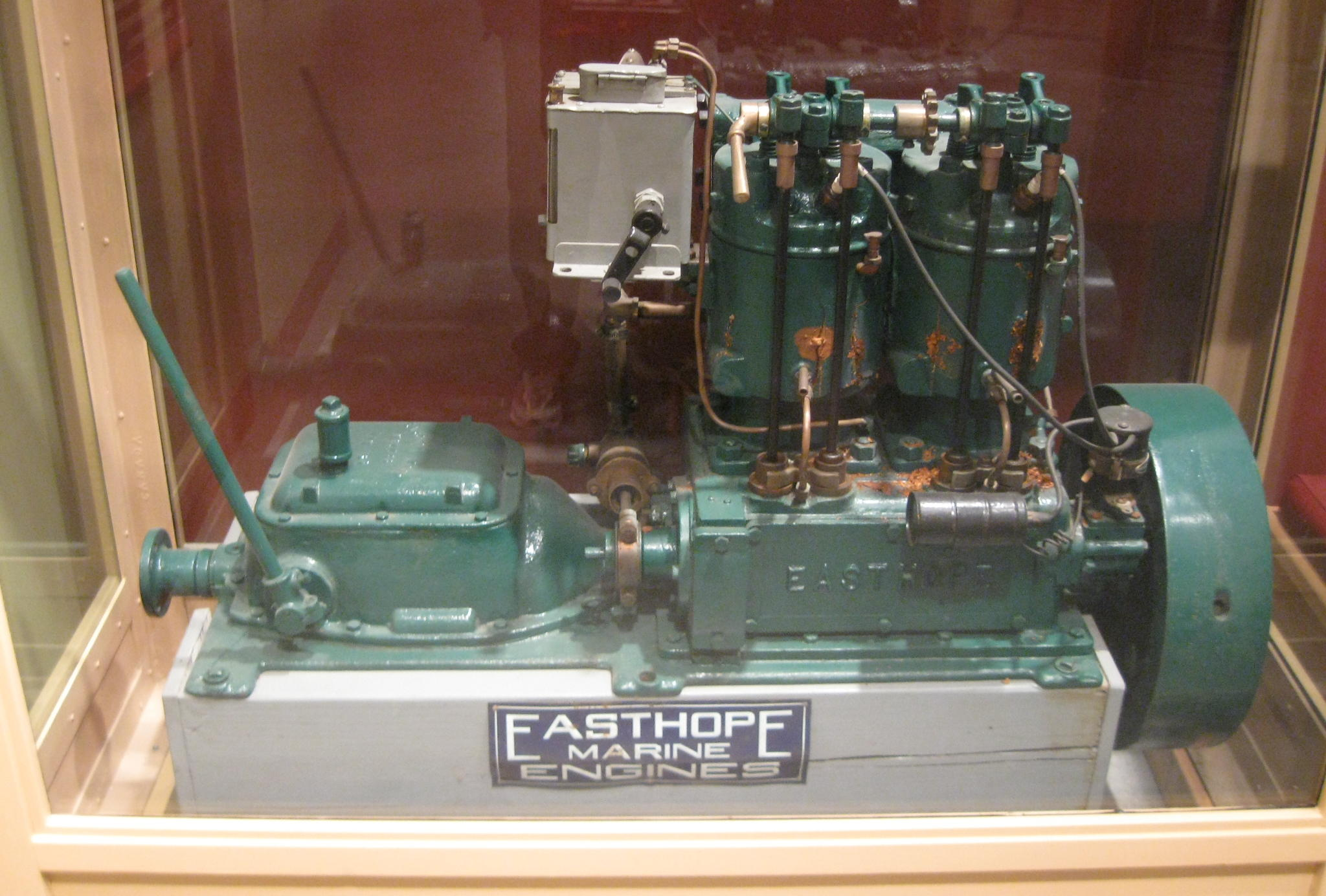
Moteur marin Easthope.

Les moteurs bicylindres en ligne sont couramment utilisés dans la marine, tant en versions inboard que hors-bord, comme les modèles Suzuki 15 ou comme les moteurs à turbine.
À partir des années 1950, les fabricants de moteurs hors-bord avaient opté pour l'utilisation du concept de base du moteur en ligne, les cylindres étant empilés les uns sur les autres avec le vilebrequin entraînant l'arbre d'hélice. Un moteur expérimental utilisa deux blocs de moteurs en ligne assemblés pour créer un moteur 4-cylindres.
Au début du XXe siècle, des bateaux de pêche à la voile comme les Morecambe Bay Prawners et Lancashire Nobbys modernisaient parfois un moteur inboard, tel que les moteurs en ligne Lister ou Kelvin E2. Bien que les bateaux modernes étroits que l'on croise sur les canaux anglais tendent maintenant à avoir des moteurs automobiles en version marine à 4 cylindres, les plus traditionalistes préfèrent installer les anciens moteurs diesel « thumper » 2-cylindres tels que le Lister Petter à refroidissement par air (qui avait également une version à 3 cylindres).

## Utilisation dans l'aviation

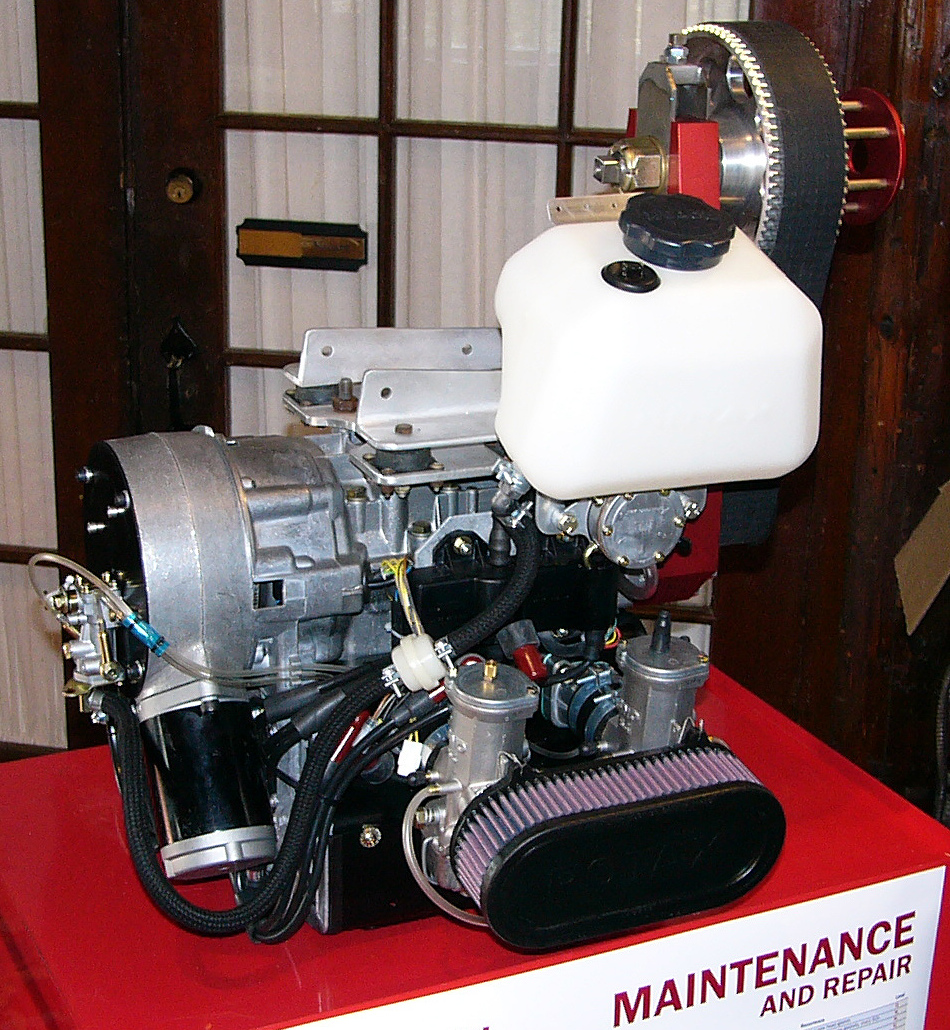
Un moteur d'avion en ligne Rotax.

Les moteurs bicylindres en ligne, tels que le Hirth 2704, sont couramment utilisés dans les gyrocoptères monoplaces ultralégers et les petits avions construits artisanalement et dont le moteur provient de motoneiges. Le Cuyuna 430-D, qui provient d'une motoneige modifiée,, est un autre moteur très populaire à deux temps en ligne qui développait 30 ch. De plus en plus d'ultralégers modernes ont tendance à utiliser des moteurs tels que les Rotax 503 ou 582 conçus à cet effet.
Les moteurs bicylindres en ligne sont parfois également utilisés dans les modèles réduits d'avion,.

## Autres utilisations
Les moteurs bicylindres en ligne sont couramment utilisés par le fabricant américain de VTT, jet-ski et de motoneige Polaris.
Ces types de moteurs ont été utilisés dans le matériel agricole, notamment par John Deere dont les gros moteurs bicylindres ont été utilisés dans leur gamme de tracteurs agricoles jusqu'en 1960.
De tels moteurs ont été couramment utilisés dans les motoneiges, et les VTT,.
Cette conception de moteur a été utilisée en versions deux temps, quatre temps et diesel, refroidis par air et par eau, avec carburateurs et turbocompressés.